# Eschbach (Bas-Rhin)
Pour les articles homonymes, voir Eschbach.
Eschbach  est une commune française située dans la circonscription administrative du Bas-Rhin et, depuis le 1er janvier 2021, dans le territoire de la Collectivité européenne d'Alsace, en région Grand Est.
Cette commune se trouve dans la région historique et culturelle d'Alsace.

## Géographie

### Localisation
Petit village du Bas-Rhin en région Alsace, Eschbach fait partie du canton de Reichshoffen.
Il est situé à 189 mètres d'altitude et est voisin des communes de Laubach et de Hegeney.
958 habitants en 2022, appelés Eschbachois et Eschbachoises, résident sur la commune d'Eschbach sur une superficie de 3,97 km2.
La plus grande ville à proximité d'Eschbach est la ville de Haguenau, située à 7 km au sud-est. Eschbach est proche du parc naturel régional des Vosges du Nord (environ 3 km).
Les communes limitrophes sont Haguenau, Hegeney, Laubach et Walbourg.

### Géologie et relief
Eschbach est proche du parc naturel régional des Vosges du Nord (environ 3 km).
Montagne : Grand Wintersberg.
La commune se compose de 49,49 hectares de territoires artificialisés (12,63 %), 340,29 hectares de territoires agricoles (86,81 %) et 2,71 hectares de forêts et milieux semi-naturels (0,69 %).
Espaces naturels :
- Un espace protégé Natura 2000 :

Forêt de Haguenau ZPS.
- Une zone naturelle d'intérêt écologique, faunistique et floristique (Znieff) :

Massif forestier de Haguenau et ensembles de landes et prairies en lisière.
- Site bioarchéologique :

Eschbach.

### Hydrographie et les eaux souterraines
Hydrogéologie et climatologie : Système d’information pour la gestion des eaux souterraines du bassin Rhin-Meuse :
Territoire communal : Occupation du sol (Corinne Land Cover); Cours d'eau (BD Carthage),
Géologie : Carte géologique; Coupes géologiques et techniques,
 Hydrogéologie : Masses d'eau souterraine; BD Lisa; Cartes piézométriques.

#### Réseau hydrographique
La commune est dans le bassin versant du Rhin au sein du bassin Rhin-Meuse. Elle est drainée par le ruisseau l'Eberbach et le ruisseau l'Isselbaechel,,.
L'Eberbach, d'une longueur de 44 km, prend sa source dans la commune de Gundershoffen et se jette  dans la Sauer à Forstfeld, après avoir traversé 14 communes. 

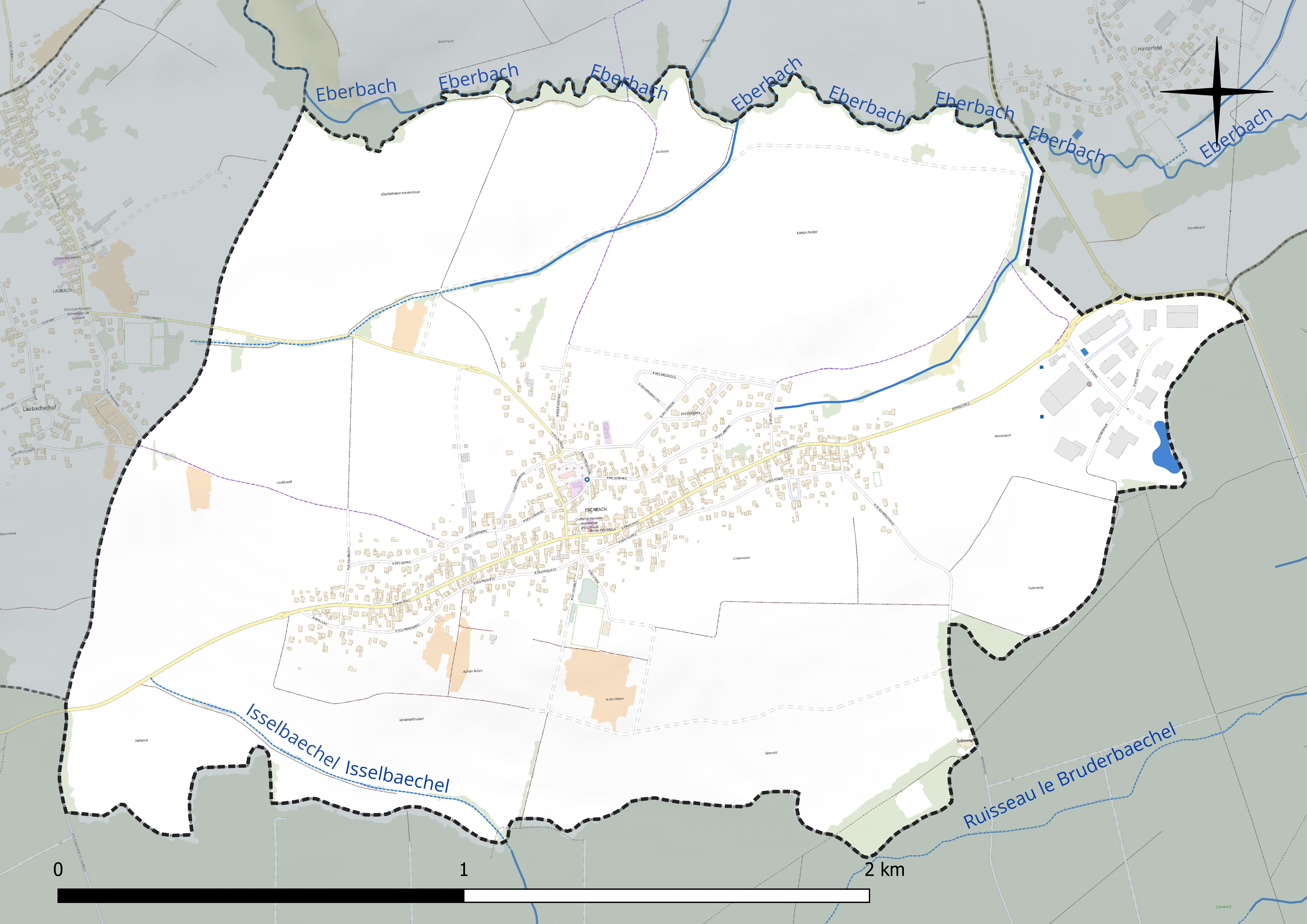
Réseau hydrographique d'Eschbach.

#### Gestion et qualité des eaux
Le territoire communal est couvert par le schéma d'aménagement et de gestion des eaux (SAGE) « Moder ». Ce document de planification concerne le bassin versant de la Moder dont le territoire s'étend sur 1 720 km2. Le périmètre a été arrêté le 25 janvier 2006. La commission locale de l'eau a été créée le 12 juillet 2007, puis modifiée le 14 décembre 2021. La structure porteuse de l'élaboration et de la mise en œuvre est le Syndicat des eaux et de l’assainissement Alsace-Moselle (SDEA). 
La qualité des cours d’eau peut être consultée sur un site dédié géré par les agences de l’eau et l’Agence française pour la biodiversité.

### Climat
Pour des articles plus généraux, voir Climat du Grand Est et Climat du Bas-Rhin.
En 2010, le climat de la commune est de type climat des marges montargnardes, selon une étude du Centre national de la recherche scientifique s'appuyant sur une série de données couvrant la période 1971-2000. En 2020, Météo-France publie une typologie des climats de la France métropolitaine dans laquelle la commune est exposée à un climat semi-continental et est dans une zone de transition entre les régions climatiques « Vosges » et « Alsace ». 
Pour la période 1971-2000, la température annuelle moyenne est de 10,5 °C, avec une amplitude thermique annuelle de 17,9 °C. Le cumul annuel moyen de précipitations est de 804 mm, avec 10,8 jours de précipitations en janvier et 10,3 jours en juillet. Pour la période 1991-2020, la température moyenne annuelle observée sur la station météorologique de Météo-France la plus proche, « Preuschdorf », sur la commune de Preuschdorf à 9 km à vol d'oiseau, est de 11,3 °C et le cumul annuel moyen de précipitations est de 834,2 mm. 
La température maximale relevée sur cette station est de 39,8 °C, atteinte le 4 juillet 2015 ; la température minimale est de −19,9 °C, atteinte le 8 janvier 1985,,. 
Les paramètres climatiques de la commune ont été estimés pour le milieu du siècle (2041-2070) selon différents scénarios d'émission de gaz à effet de serre à partir des nouvelles projections climatiques de référence DRIAS-2020. Ils sont consultables sur un site dédié publié par Météo-France en novembre 2022.

## Urbanisme

### Typologie
Au 1er janvier 2024, Eschbach est catégorisée commune rurale à habitat dispersé, selon la nouvelle grille communale de densité à sept niveaux définie par l'Insee en 2022.
Elle est située hors unité urbaine. Par ailleurs la commune fait partie de l'aire d'attraction de Haguenau, dont elle est une commune de la couronne,. Cette aire, qui regroupe 34 communes, est catégorisée dans les aires de 50 000 à moins de 200 000 habitants,.

### Occupation des sols
L'occupation des sols de la commune, telle qu'elle ressort de la base de données européenne d’occupation biophysique des sols Corine Land Cover (CLC), est marquée par l'importance des territoires agricoles (86,8 % en 2018), en diminution par rapport à 1990 (89,2 %). La répartition détaillée en 2018 est la suivante : 
terres arables (84,2 %), zones urbanisées (12,7 %), zones agricoles hétérogènes (2,6 %), forêts (0,5 %). L'évolution de l’occupation des sols de la commune et de ses infrastructures peut être observée sur les différentes représentations cartographiques du territoire : la carte de Cassini (XVIIIe siècle), la carte d'état-major (1820-1866) et les cartes ou photos aériennes de l'IGN pour la période actuelle (1950 à aujourd'hui).

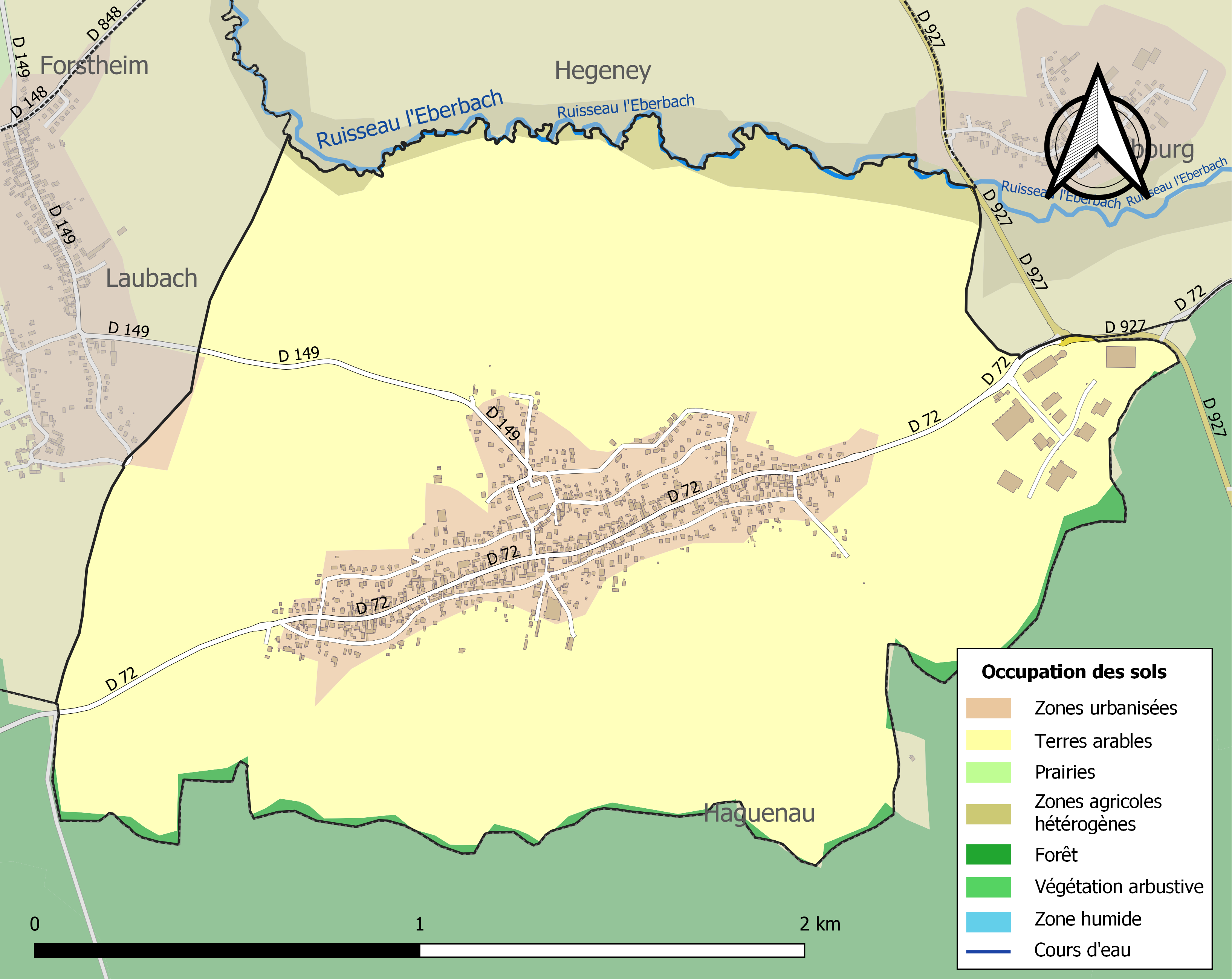
Carte des infrastructures et de l'occupation des sols de la commune en 2018 (CLC).

### Voies de communications et transports

#### Voies routières
- D 72 vers Walbourg et Mertzwiller[24].
- D 149 vers Laubach et Forstheim.

#### Transports en commun

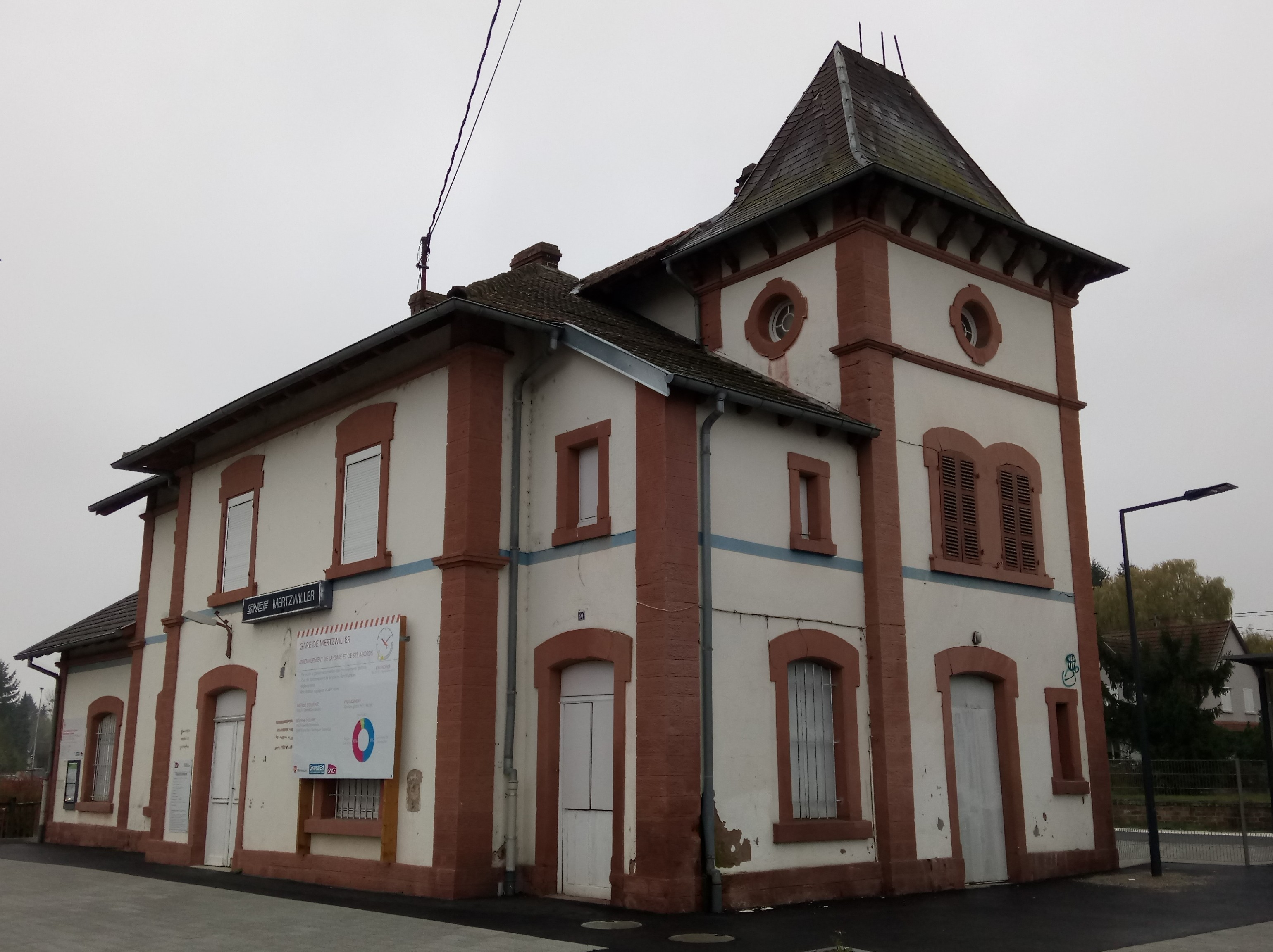
Gare de Mertzwiller.

- Transports en Alsace.
- Fluo Grand Est.

##### SNCF
- Gare de Walbourg.
- Gare de Mertzwiller.

### Risques naturels et technologiques
Commune située dans une zone de sismicité modérée.

## Toponymie
Eschbach (Bas-Rhin) : Remarques individuelles sur les toponymes alsaciens.

## Histoire
La paroisse d'Eschbach comprenait le village de Forstheim jusqu'à la Révolution française. Eschbach est passée en 2015 de l'arrondissement de Wissembourg à l'arrondissement de Haguenau-Wissembourg.

## Politique et administration

### Découpage territorial

#### Commune et intercommunalités
Commune membre de la communauté de communes Sauer-Pechelbronn.

### Budget et fiscalité 2023

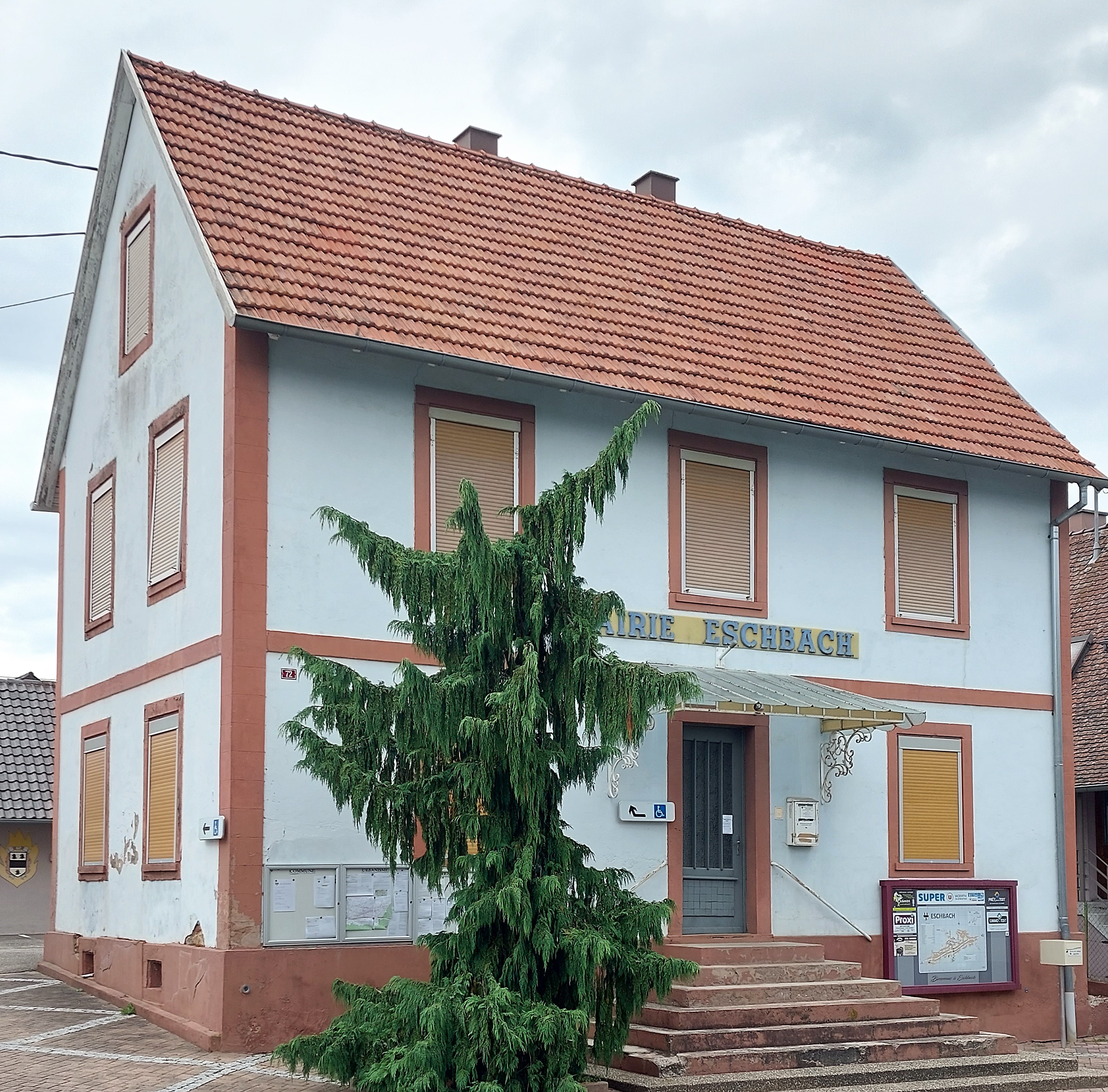
Mairie.

En 2023, le budget de la commune était constitué ainsi :
- total des produits de fonctionnement : 668 000 €, soit 685 € par habitant ;
- total des charges de fonctionnement : 472 000 €, soit 485 € par habitant ;
- total des ressources d'investissement : 72 000 €, soit 74 € par habitant ;
- total des emplois d'investissement : 230 000 €, soit 236 € par habitant ;
- endettement : 804 000 €, soit 825 € par habitant.

Avec les taux de fiscalité suivants :
- taxe d'habitation : 15,19 % ;
- taxe foncière sur les propriétés bâties : 28,54 % ;
- taxe foncière sur les propriétés non bâties : 87,32 % ;
- taxe additionnelle à la taxe foncière sur les propriétés non bâties : 0,00 % ;
- cotisation foncière des entreprises : 0,00 %.

Chiffres clés Revenus et pauvreté des ménages en 2021 : médiane en 2021 du revenu disponible, par unité de consommation : 27 000 €.

### Jumelage - coopération
- Botuporã (Brésil) depuis 2021[32]. Coopération Botuporã - Eschbach.

## Équipements et services publics

### Enseignement

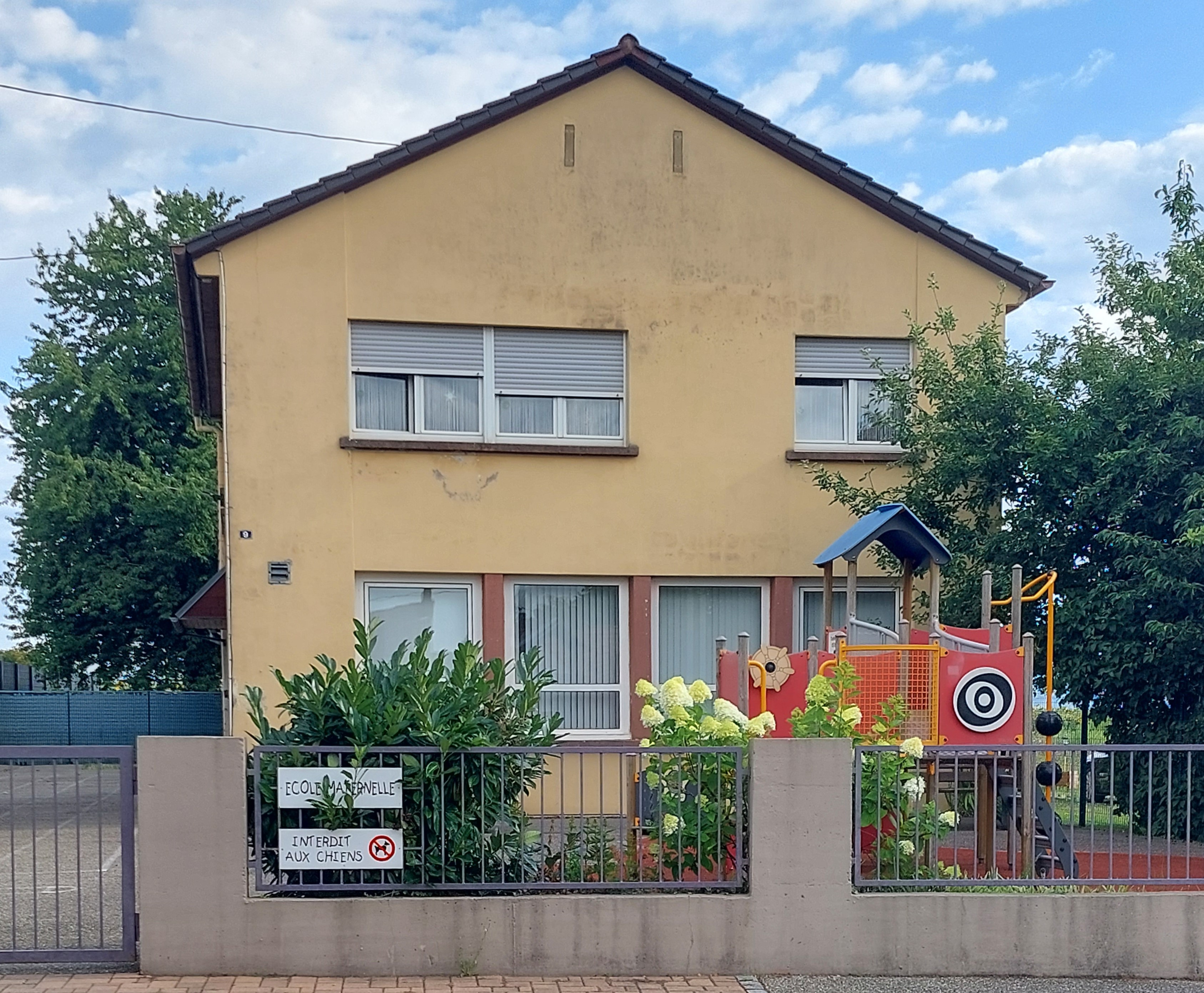
École maternelle.
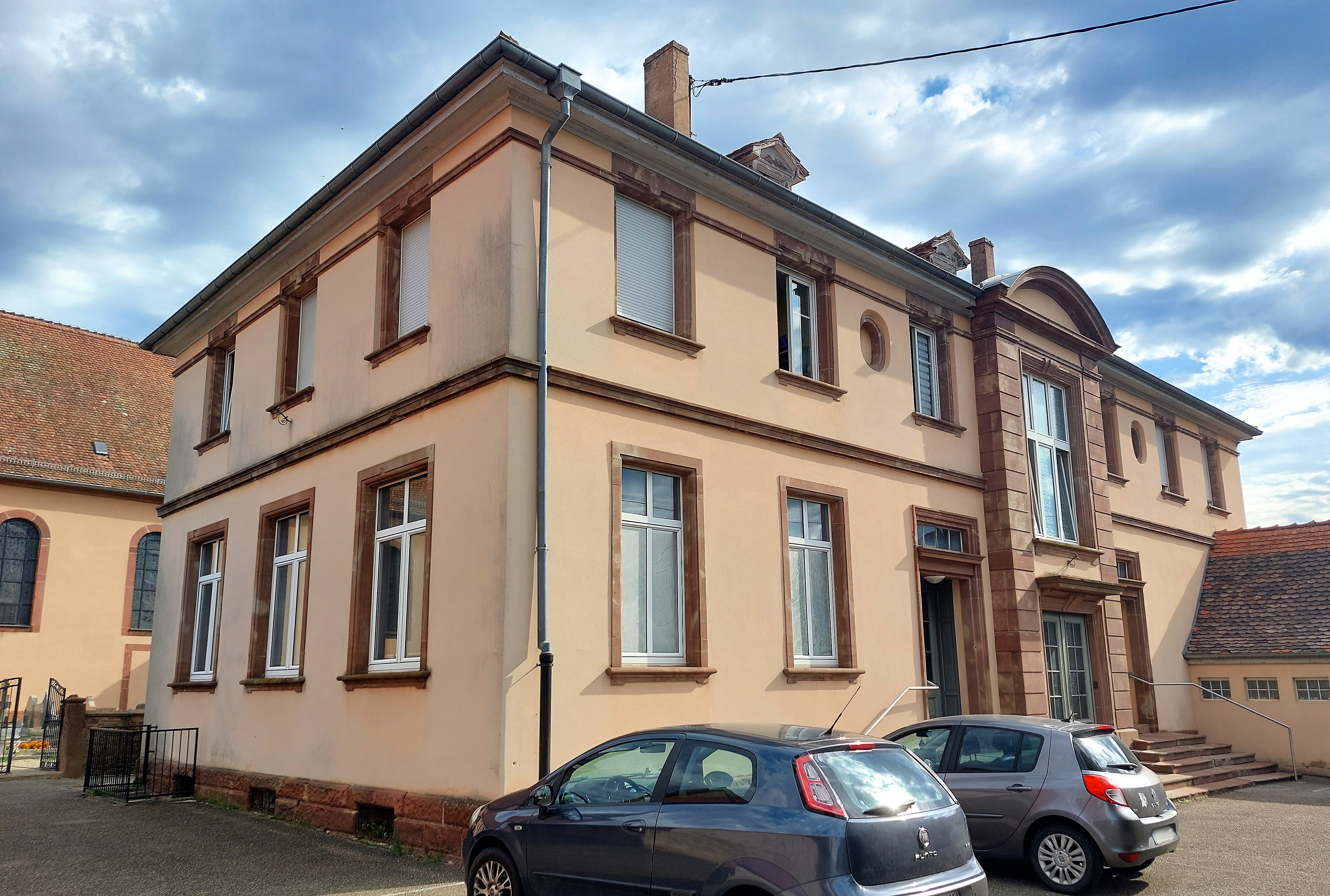
École primaire.

Établissements d'enseignements :
- École maternelle et primaire[34].
- Collèges à Mertzwiller, Walbourg, Schweighouse-sur-Moder, Wœrth, Haguenau,
- Lycées à Walbourg, Haguenau.

### Santé
Professionnels et établissements de santé :
- Médecins à Eschbach, Mertzwiller,
- Cabinet infirmier à Eschbach, Mertzwiller
- Cabinet de kinésithérapeutes à Eschbach, Morsbronn-les-Bains
- Cabinet d'ostéopathie à Eschbach
- Pharmacies à Mertzwiller, Morsbronn-les-Bains, Ohlungen, Gundershoffen,
- Hôpitaux à Haguenau, Goersdorf.

## Population et société

### Démographie

#### Évolution démographique
L'évolution du nombre d'habitants est connue à travers les recensements de la population effectués dans la commune depuis 1793. Pour les communes de moins de 10 000 habitants, une enquête de recensement portant sur toute la population est réalisée tous les cinq ans, les populations de référence des années intermédiaires étant quant à elles estimées par interpolation ou extrapolation. Pour la commune, le premier recensement exhaustif entrant dans le cadre du nouveau dispositif a été réalisé en 2007.

En 2022, la commune comptait 958 habitants, en évolution de +3,01 % par rapport à 2016 (Bas-Rhin : +3,17 %, France hors Mayotte : +2,11 %).
| 1793 | 1800 | 1806 | 1821 | 1831 | 1836 | 1841 | 1846 | 1851 |
| ---- | ---- | ---- | ---- | ---- | ---- | ---- | ---- | ---- |
| 478  | 493  | 571  | 687  | 777  | 776  | 796  | 769  | 773  |

| 1856 | 1861 | 1866 | 1871 | 1875 | 1880 | 1885 | 1890 | 1895 |
| ---- | ---- | ---- | ---- | ---- | ---- | ---- | ---- | ---- |
| 699  | 690  | 695  | 701  | 677  | 665  | 682  | 684  | 694  |

| 1900 | 1905 | 1910 | 1921 | 1926 | 1931 | 1936 | 1946 | 1954 |
| ---- | ---- | ---- | ---- | ---- | ---- | ---- | ---- | ---- |
| 709  | 710  | 691  | 666  | 685  | 709  | 735  | 690  | 656  |

| 1962 | 1968 | 1975 | 1982 | 1990 | 1999 | 2006 | 2007 | 2012 |
| ---- | ---- | ---- | ---- | ---- | ---- | ---- | ---- | ---- |
| 775  | 843  | 919  | 874  | 922  | 951  | 920  | 916  | 933  |

| 2017 | 2022 | - | - | - | - | - | - | - |
| ---- | ---- | - | - | - | - | - | - | - |
| 931  | 958  | - | - | - | - | - | - | - |

### Cultes
- Culte catholique, communauté de Paroisses Soultzbach à L’Eberbach[40], diocèse de Strasbourg.

## Économie

### Entreprises et commerces

#### Agriculture-élevage
- Agriculteurs, éleveurs à Gundershoffen, Mertzwiller, Durrenbach[41].

#### Tourisme
- Hébergements et restauration à Woerth, Morsbronn-les-Bains.
- Restaurant Au Soleil[42].

#### Commerces et services
- Commerces et services de proximité : Proxi, boulangerie[43].

## Culture locale et patrimoine

### Lieux et monuments

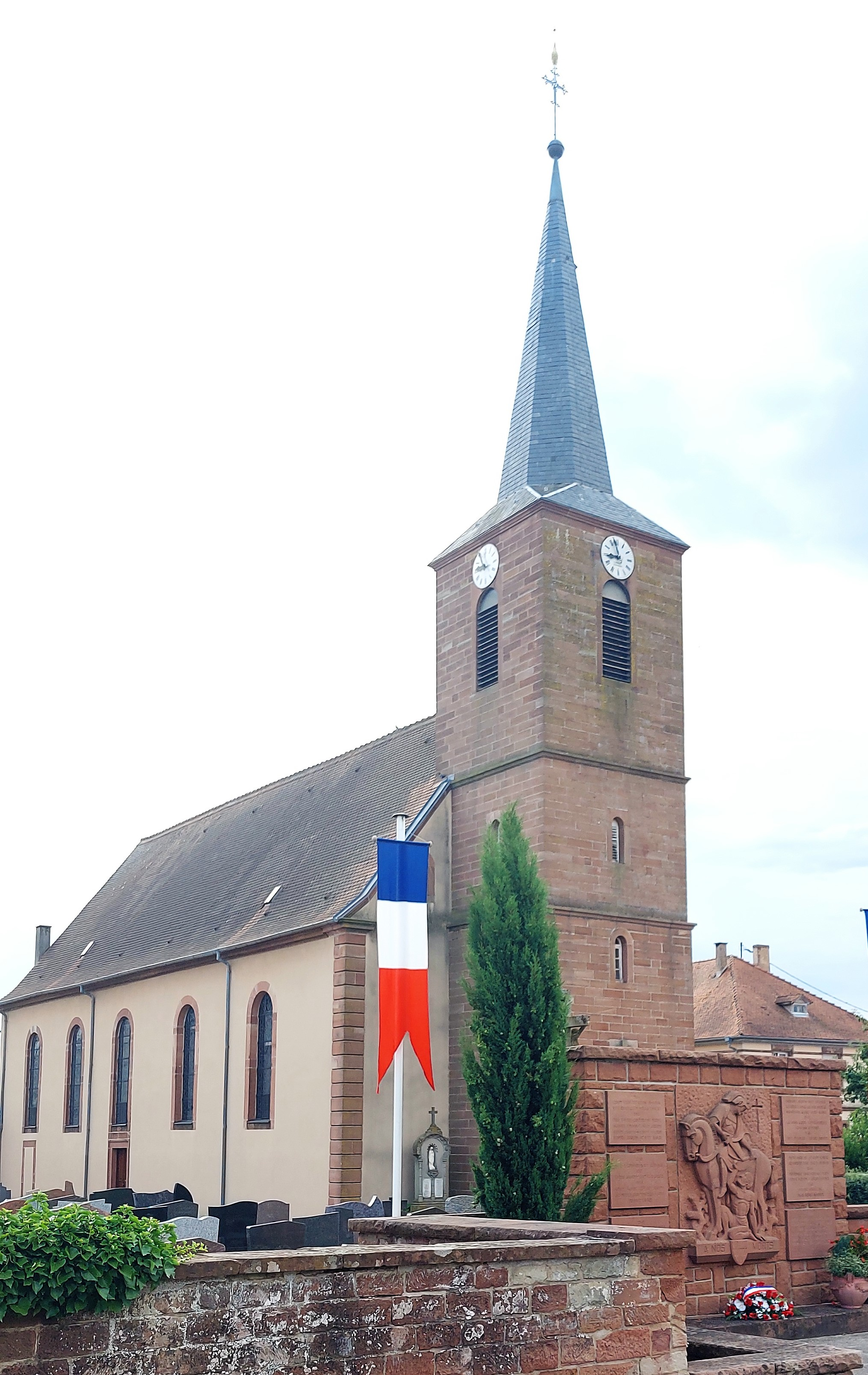
Église Saint-Martin.
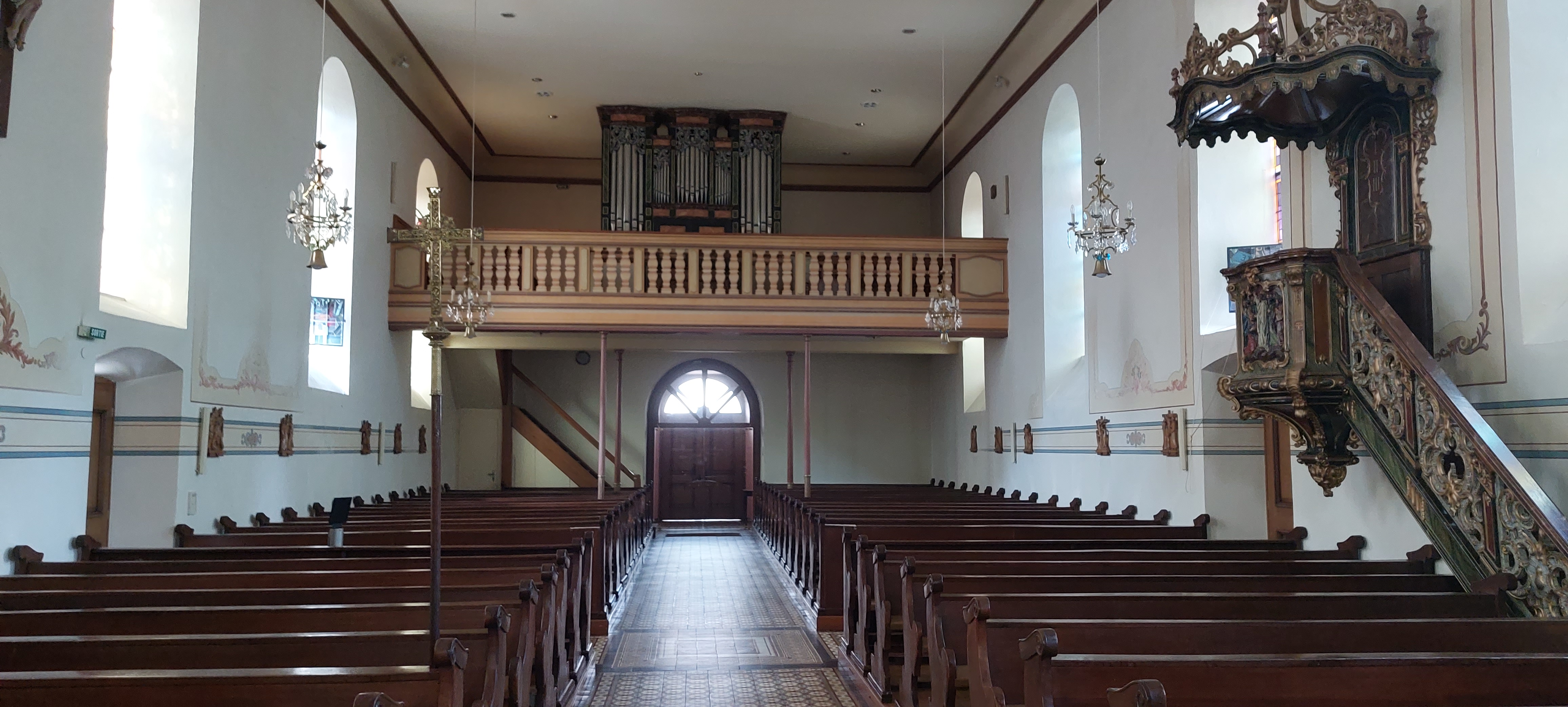
Orgue de l'église Saint-Martin.
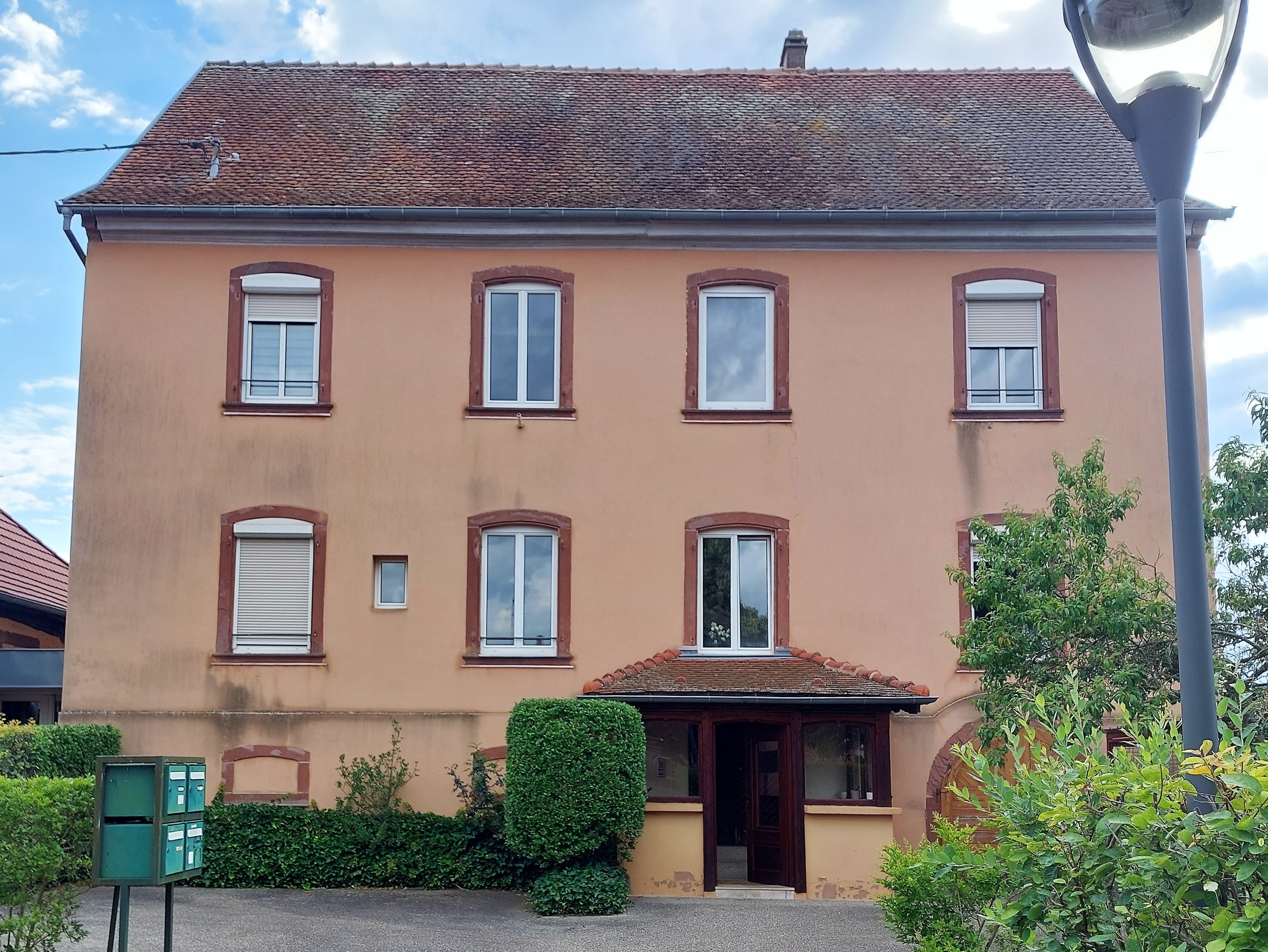
Presbytère.
Monument aux morts.
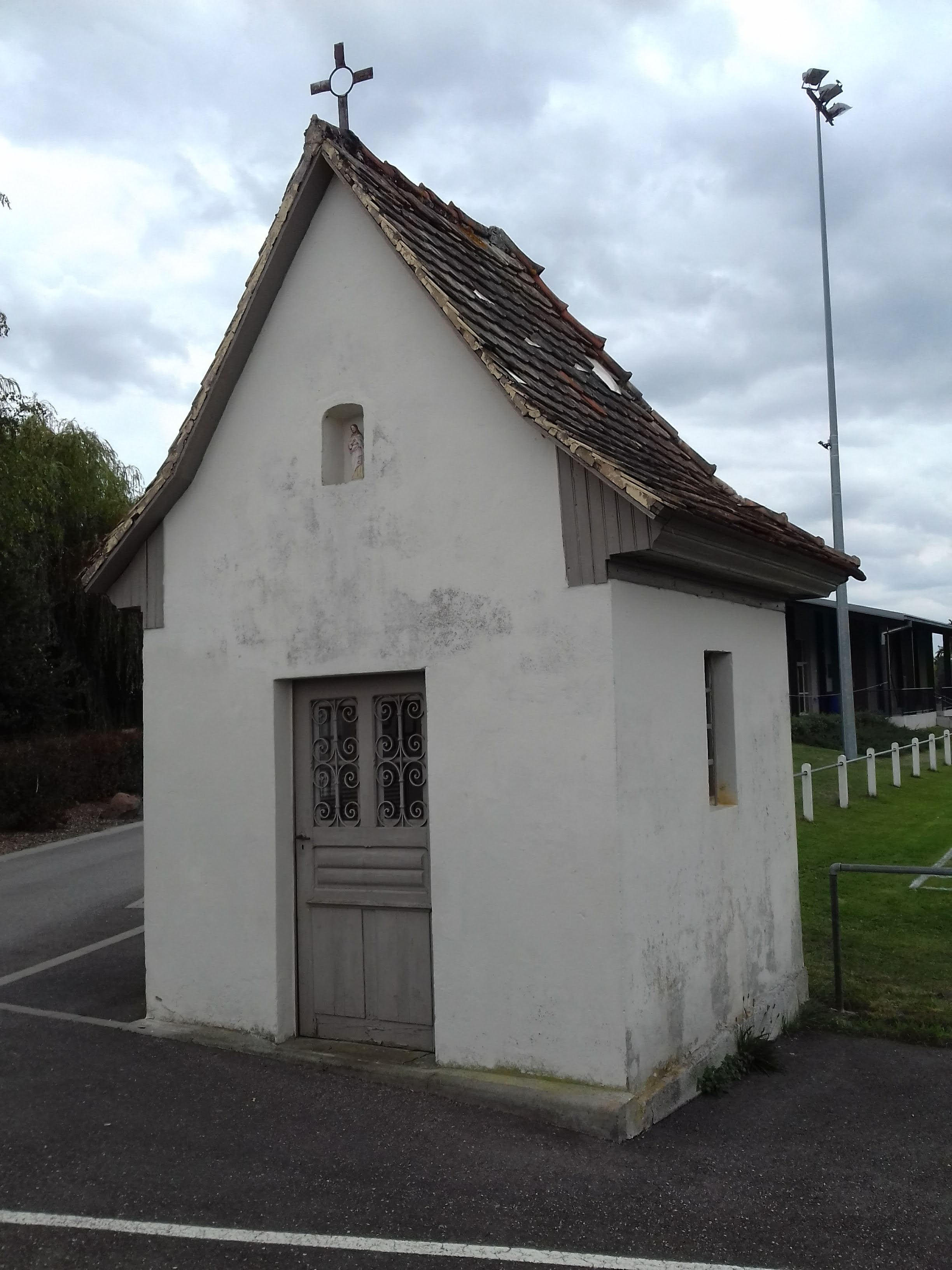
Chapelle Rue du Stade.
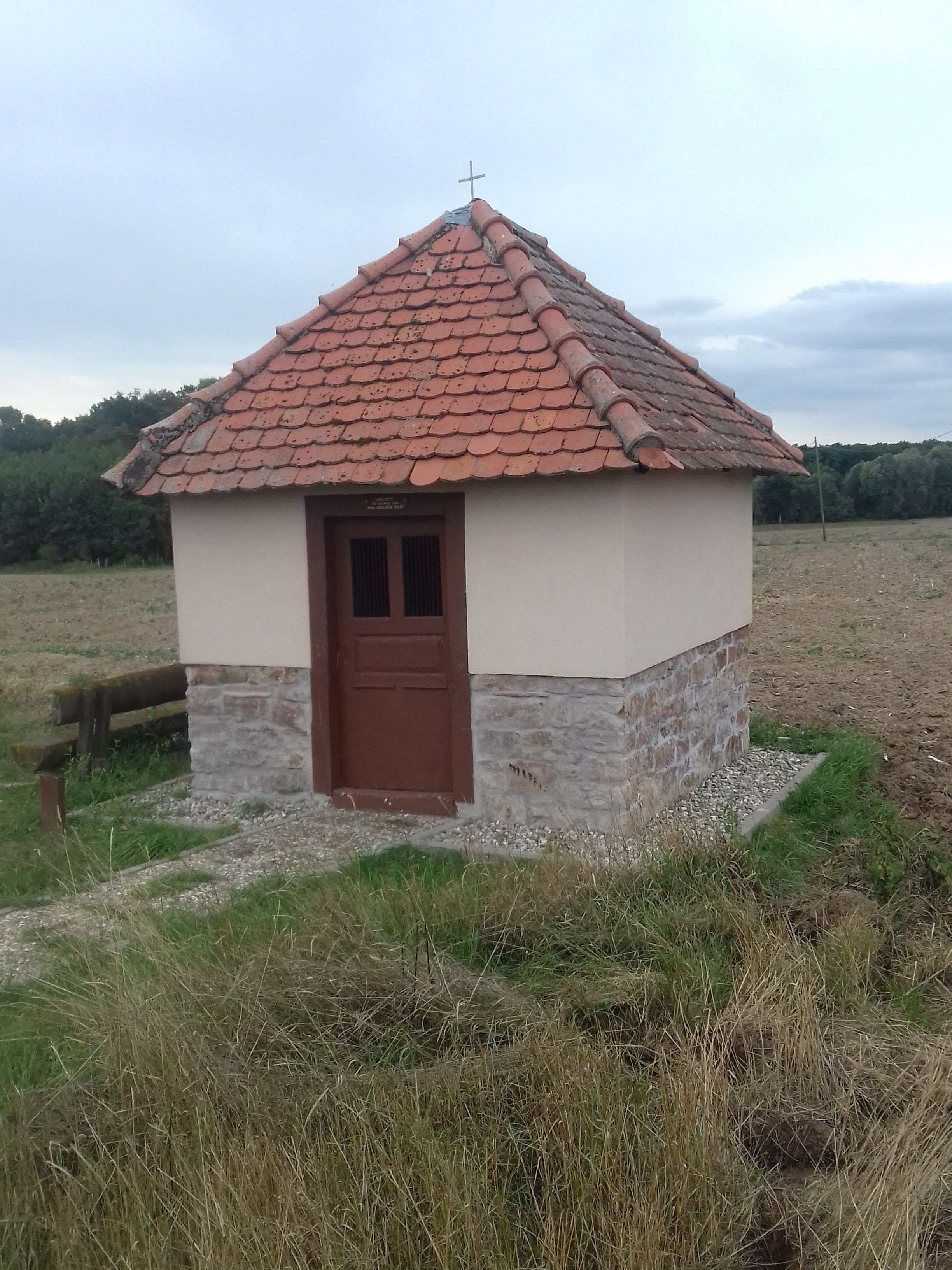
Chapelle Saint-Wendelin.
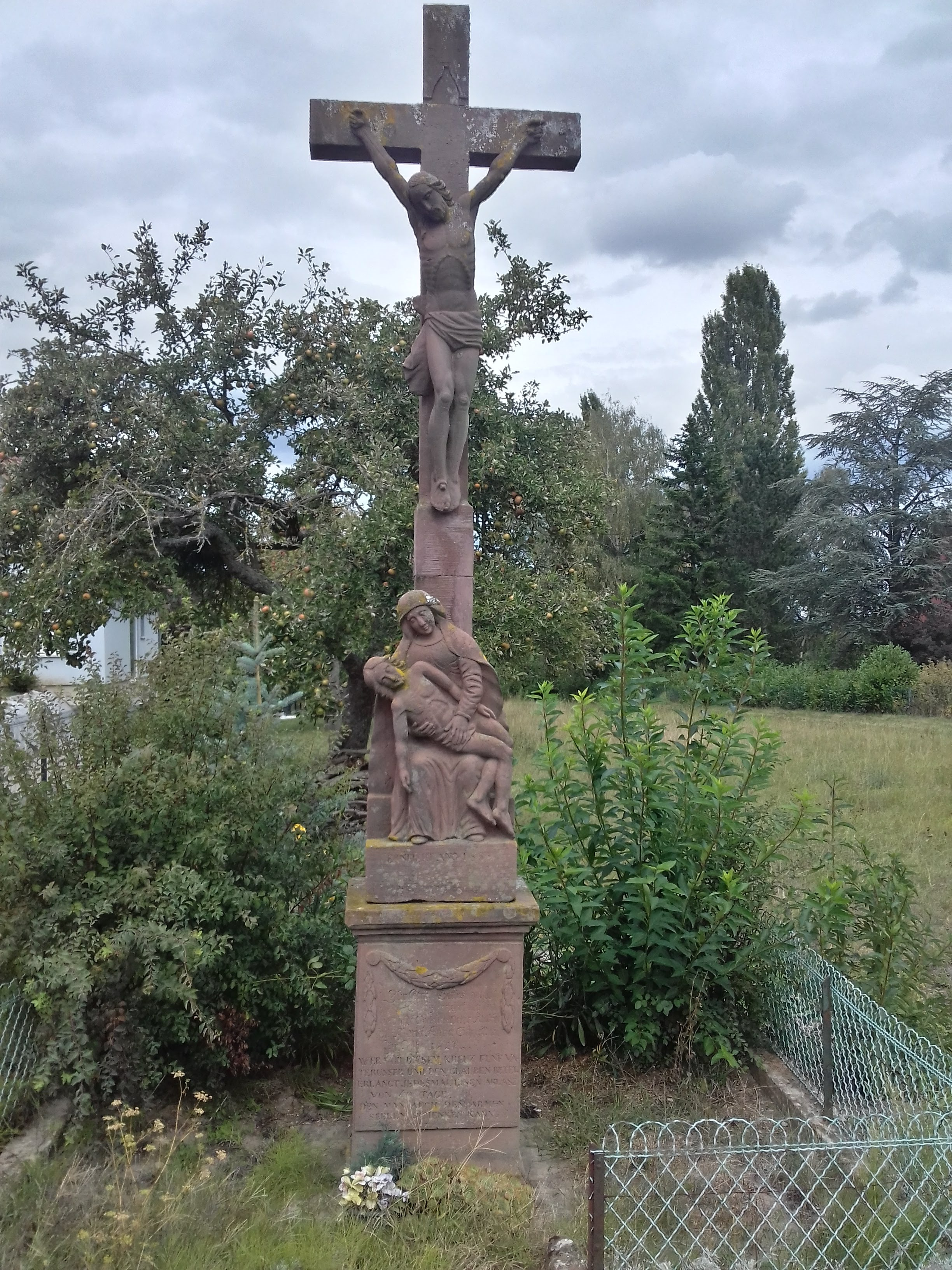
Calvaire rue Laubach.
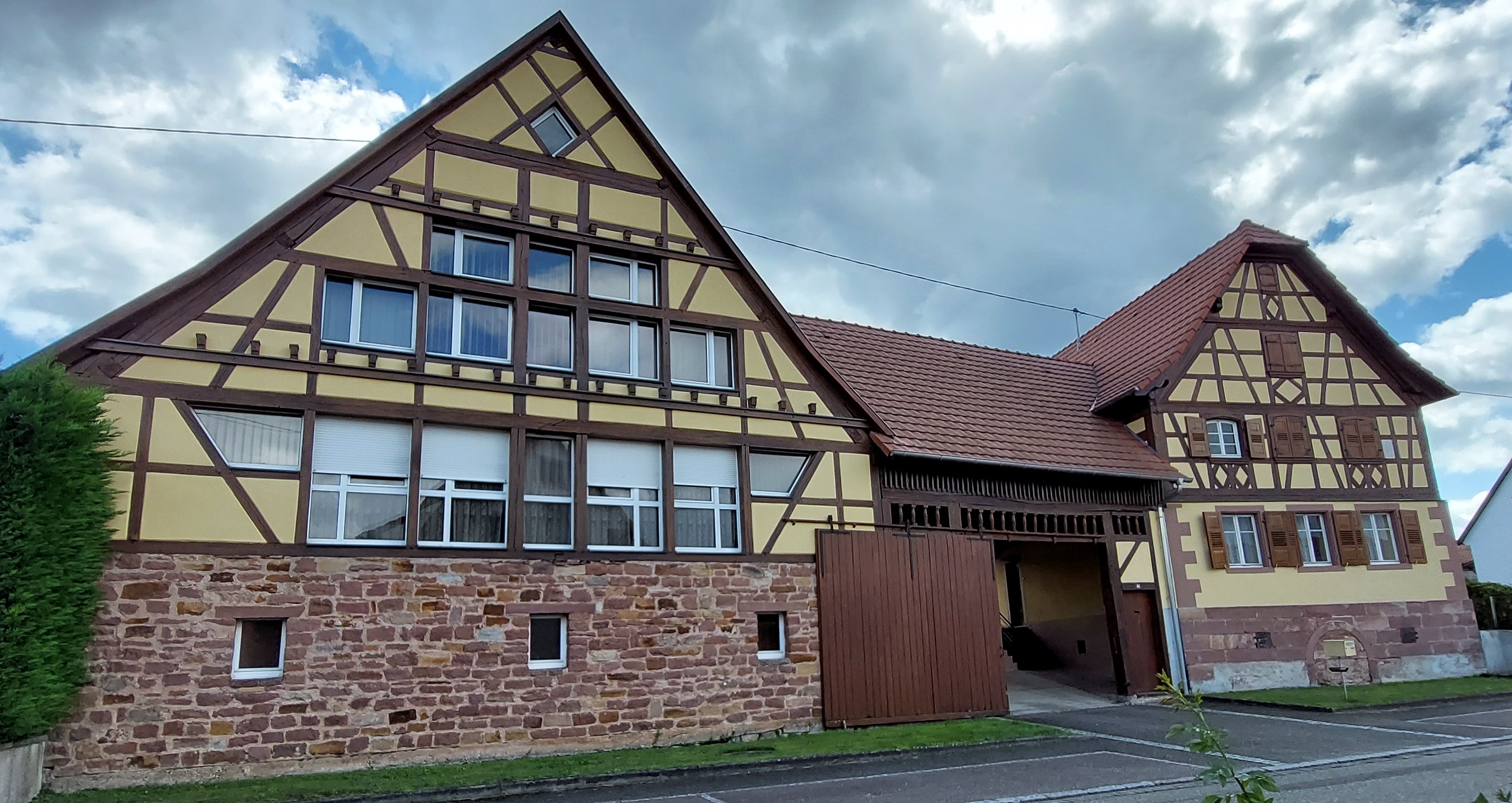
Maison à colombage.

- Église Saint-Martin[44].

Orgue,.
le mobilier de l'église paroissiale Saint-Martin.
* Maître-autel.
* Ensemble de deux autels-retables secondaires.
* Ensemble de deux tableaux d'autel.
* Armoire eucharistique.
* Ensemble de deux confessionnaux.
* Lutrin.
* Chaire à prêcher.
* Statue : Saint Joseph et l'Enfant Jésus.
* Ostensoir.
- Presbytère[57].
- Monument aux morts[58]. Conflits commémorés : guerres 1914-1918 - 1939-1945[59].
- Oratoires[60],[61].
- Croix de chemin[62],[63],[64].
- Croix de cimetière[65].
- Mairie[66].

### Personnalités liées à la commune
- Lucien Deiss, compositeur de musique liturgique.

### Héraldique
| Blason de Eschbach (Bas-Rhin) | Blason  | D'argent à la fasce de sable accompagnée de trois têtes de lion arrachées du même, lampassées de gueules et couronnées d'or. |
| Blason de Eschbach (Bas-Rhin) | Détails | |